# Kuckssee
Kuckssee is een Duitse gemeente in de Landkreis Mecklenburgische Seenplatte in Mecklenburg-Voor-Pommeren. Ze wordt door het Amt Penzliner Land met zetel in de stad Penzlin bestuurd. De gemeente ontstond op 1 januari 2012 door de fusie van de tot dan toe zelfstandige gemeenten Krukow, Lapitz en Puchow.